# Tigran Txukhadjian
Tigran Txukhadjian (armeni: Տիգրան Գեւորգի Չուհաճեան)  (Constantinoble, 1837 - Esmirna, 23 de març de 1898)
 turc: Dikran Çuhacıyan, fou un compositor i director d'orquestra armeniotomà i fundador de la primera institució d'òpera de l'Imperi Otomà.És considerat el primer compositor d'òpera de la història turca.

## Biografia

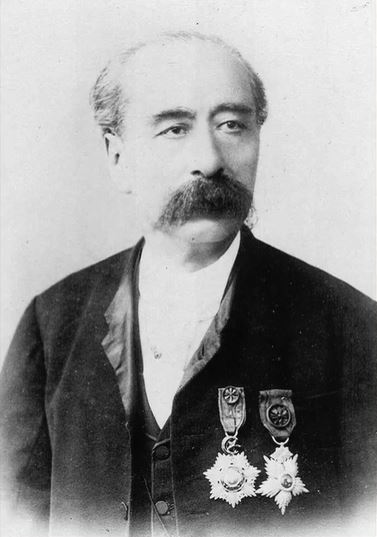
Tigran Txukhadjian

Nasqué al districte de Pera, a Constantinoble, en la família d'un rellotger. El seu pare, Guevorg, era un amant de l'art, i va donar suport al seu talentós fill de totes les maneres possibles en un esforç perquè obtingués una educació musical.
Ja als 15-16 anys, el jove Txukhadjian va atreure l'atenció de la comunitat musical amb la seva interpretació de composicions per a piano.El compositor Gabriel Eranian va contribuir al desenvolupament de les seves habilitats musicals. La seva formació musical professional va començar sota la direcció del pianista italià C. Manzonide qui Txukhadjian va rebre classes de piano i teoria musical durant diversos anys. Per consell d’aquest, va anar a Itàlia per millorar la seva educació; el 1861-1864 va estudiar al Conservatori de Milà, on es va familiaritzar amb l'òpera italiana.Així, Txukhadjian es va convertir en un dels primers compositors armenis a rebre una educació musical superior a Europa.Un temps després de tornar d’Itàlia, el compositor es va casar amb la cantant Anik Abazian. A partir d'aquest període també es va dedicar a l'ensenyament.
A la dècada del 1860, va començar a lluitar. juntament amb altres destacats representants de la població armènia de l'Imperi Otomà, pel desenvolupament de la seva cultura nacional, i fou el cap dels músics armenis de mentalitat progressista que van promoure la cultura musical europea avançada, formes d’organització de l'educació musical, així com de la vida musical i social. Va participar en l'organització de societats musicals armènies, en particular, va col·laborar amb l'organització musical Knar Haikakan, armeni: Քնար Հայկականla primera d'aquest tipus en la història musical de l'Orient Mitjà, i juntament amb Gabriel Eranian van participar en l'organització de la revista musical Knar Haikakan,va participar activament en l’organització de concerts públics, va donar conferènciesi va dirigir l'orquestra armènia del districte de Hasköy a Constantinoble.
El 1872, Txukhadjian es va convertir en el fundador del teatre musical armeni.Des del 1877 va dirigir la companyia musical i teatral.Organitzà el «Teatre de l'òpera otomana»,que més tard fou anomenat «Companyia armènia de l'opereta turca».Va col·laborar amb el teatre musical «Gussanergakan», però la seva col·laboració amb el teatre "Arevelian Tatron" (Teatre Oriental) de Güllü Agop,del qual fou director musical durant diversos anys,va ser especialment fructífera. El 1891-1892, el compositor va visitar París, on es van representar les seves operetes. La premsa francesa el va anomenar «l'Offenbach d'Orient»

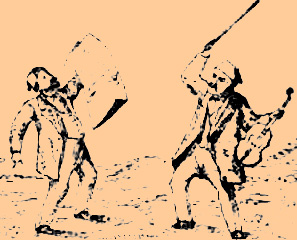
Tigran Txukhadjian i Güllü Agop (caricatura, segle XIX)

El 1896 Txukhadjian, a causa de la intensificació de la repressió antiarmènia,es va traslladar amb la seva família des de la capital a Esmirna. Va morir poc després de càncer als 61 anys. A causa de la sobtada malaltia i de la mort del compositor, la seva última obra musical i teatral continua incompleta. Els darrers anys de la seva vida va viure en la pobresa.El seu funeral fou organitzat per la «Societat per als necessitats». El diari armeni «Mxak» va escriure amb amargor sobre la seva mort: «Una mort en la pobresa i un funeral gloriós»
Un dels seus estudiants descriu Txukhadjian de la següent manera:
| «                                   | Era diferent de tothom que coneixia. Mai no portava el seu fes si no era al carrer. Els seus cabells grisos recordaven Beethoven. Era un personatge únic, amb una estatura imponent i moviments elegants. Volia que els seus alumnes posessin tot el cor i l’ànima en la música. Persona altruista i modesta, sempre portava un abric gris fosc ... | » |
| — Massis Weekly, 31 de maig de 2008 | |   |

Amb motiu de la signatura del Tractat de San Stefano, Txukhadjian va ser guardonat amb l'Orde de Sant Estanislau per l'emperador rus Alexandre II.
Fou enterrat al cementiri armeni d’Esmirna. Dos anys després de la mort del compositor, el seu alumne A. Sinanian va col·locar el bust de marbre de Txukhadjian a la seva tomba.

## Creativitat

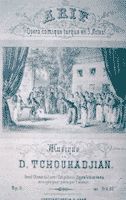
Cartell de l'opereta "Arif", segle XIX

Tigran Chukhajyan va deixar un llegat creatiu important: diverses òperes i operetes, les primeres composicions de cambra, simfòniques i de pianode la música armènia,així com cançons, romances i música per a representacions dramàtiques. Les seves peces per a piano abastaven una gran varietat de gèneres i formes com fantasies expandides, paràfrasis, fugues i danses, tot i que les més nombroses eren peces de ball.
Entre altres obres, "El gran vals", "Lira oriental" i algunes altres, en la seva improvisació i virtuosisme, s'acosten a la naturalesa de les paràfrasis i fantasies de la música romàntica de Liszt i Thalberg.Txukhadjian es va esforçar per dominar els gèneres i formes musicals més inusuals.En les seves obres, el compositor combina hàbilment els mètodes d’expressió musical europea amb els elements ladomelòdics de la música folk urbana armènia occidental, la música sacra armènia,i amb les melodies de la música oriental en general, mostrant un alt domini de la polifonia. Va ser en l'obra de Txukhadjian que van aparèixer per primera vegada formes polifòniques independents a la música armènia.Es considera que la seva música encara no conté les melodies del folklore armeni: cançons populars rurals etc. Aquest moviment de la música clàssica armènia només comença a la dècada del 1880.

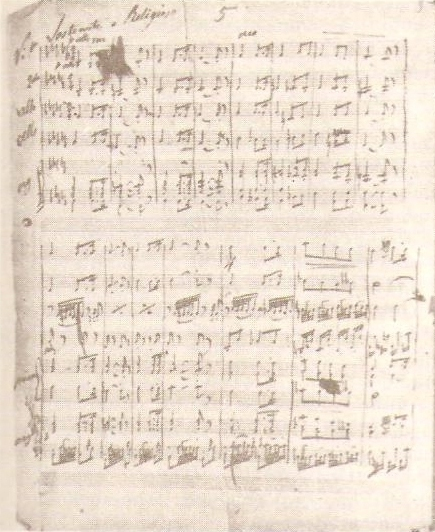
Pàgina de les partitures de l'òpera "Arxak II"

Compositor àmpliament dotat, Txukhadjian recorria els carrers de la ciutat, escoltant melodies i passatges, motius rítmics, per a utilitzar-los a les seves obres.La formació del seu estil musical va estar molt influenciada per l'escola d'òpera italiana i l'opereta francesa. El 1868, Txukhadjian va escriure l'òpera "Arxak II", la primera òpera nacional armènia.
Des de la dècada del 1870, Txukhadjian treballa en comèdies musicals i operetes. En elles, el compositor amaga subtilment insinuacions nacionals, socials i polítiques, i posa en evidència els elements quotidians i satírics, les experiències romàntiques.
És a les operetes on es nota especialment la influència del folklore musical urbà armeni. Comença a cooperar amb llibretistes armenis i italians, en particular amb T. Nalian, Alboreto i altres. El 1872, basada en la trama de L'inspector general de Gógol, Txukhadjian va compondre la primera òpera escrita originalment en turc, Arif'in Hilesi (‘L'engany d'Arif’). El 1873, l’opereta "Kiossa kiokhva" ("El veterà calb", autor de llibret Guevorg Rxtuni), que es va representar el mateix any al Teatre Vardovian. "Kiossa kiokhva" ja es va representar més de 60 vegades durant el període inicial.
La seva opereta més popular és Leblebidji, que Txukhadjian va completar el 1875. El lirisme musical, la rapidesa del desenvolupament de l’acció i l'enginy, la vivacitat i la precisió de les característiques van aportar una gran popularitat a aquestes operetes. Com assenyala Ie. Barvart a les seves obres d'opereta, Txukhadjian va ser influenciat pels mestres de l'opereta d'Europa Occidental J. Offenbach, Ch. Lecocq i F. Suppé.Segons l'«Oxford Opera Dictionary» en aquestes obres es pot sentir la forma de vida i els costums armenis de la seva època.Moltes de les seves obres es van publicar ja als anys 1870-1880.El 1890, el compositor finalitza el treball sobre l'òpera-extravagància «Zemire».La majoria d’aquestes obres es van representar durant la seva vida.Les obres simfòniques de Txukhadjian també van ser interpretades per l'Orquestra Sinanian. El 1897 va aparèixer a la premsa armènia informació sobre la finalització de l'òpera «"Indiana"» de Txukhadjian.Des del període dels seus estudis a Milà, la música de G. Verdi va influir molt en l'obra posterior del compositor.
El crític musical Adolpho Thalasso escriu sobre l'obra de Txukhadjian:
| «                                                 | Dikran Tchouhadjian fou el primer a aplicar les tècniques europees a la música oriental. Les seves idees altament originals, la frescor del seu llenguatge musical, la seva colorida orquestració: tot està impregnat de les llums d'Orient. Les seves composicions, plenes de poder i d'encant, són notables pel seu domini de l’harmonia i el contrapunt ". | » |
| — (francès) Revue Théâtrale, 1904, París, núm. 16 | |   |

Txukhadjian és també autor del drama musical "Aleksinaz" sobre la guerra serbootomana.Segons el crític musical P. Hertelendi, Txukhadjian era principalment un compositor de bel canto. Amb les seves influències musicals, la seva obra oscil·la entre Bellini i Borodín, i esdevé una autèntica barreja entre Orient i Occident. El compositor se centra principalment en duets i àries, i rarament detalla moments dramàtics.
Segons els autors d'A Short History of Operai l'Oxford Opera Dictionary,com a partidari actiu de l'alliberament d'Armènia del jou turc, Txukhadjian va introduir l'esperit del nacionalisme en el seu art.

## Composicions seleccionades

### Operes
- Arxak (1868)
- Arif'in Hilesi (1874)
- Leblebici Horhor Agà (1875)
- Zemire (1890)
- Indiana (1897)

### Algunes obres simfòniques i per a piano solista
- Mouvement perpétuel
- Cascade de couz
- Illusion (valse)
- Apres la gavotte
- La Lyre orientale
- Laura
- Rapelle-toi
- Romans
- Impromptu en si bemoll menor ‘Cascade De Couz’ (1887)
- Danse Caractéristique en la menor ‘L’orientale’ (1891)
- Grande Valse Fantastique en la menor ‘Illusions’ (1888)
- Tarantel·la en si bemoll menor (1887)
- Caprice en mi menor ‘La Lyre Orientale’ (1894)
- Masurca De Salon ‘Mignon’ (1887)
- Une Gavotte De Plus en mi bemoll major (1883)
- Polca en fa major ‘La Gaité’ (1892)
- Proti Polka en sol major (1892)
- Marxa fúnebre en re menor (1884)
- Fantaisie Orientale núm. 1 en la menor ‘Sur des Motifs Turcs’ (1895)
- Fantaisie Orientale núm. 2 en la menor ‘Sur des Motifs Turcs’ (1895)